# Johann Heinrich Buttstett
Johann Heinrich Buttstett (Buttstedt, Buttstädt) (25 april 1666 – 1 december 1727) was een Duitse barokcomponist en -organist. Hij was de belangrijkste leerling van Johann Pachelbel en een van de laatste grote vertegenwoordigers van de Zuid-Duitse orgeltraditie. Hij is vooral bekend geworden door een meningsverschil met Johann Mattheson.
Buttstett werd geboren in Bindersleben (nu behorend bij Erfurt) in het gezin van Johann Henricus Buttstett, die aan de universiteit van Erfurt theologie had gestudeerd en sinds 1664 pastoor was in Bindersleben. Hij begon al jong aan muziekstudies en werd een leerling van Pachelbel, die van 1678 tot 1690 organist was van de Erfurter Predigerkirche en daar onder andere ook les gaf aan de oudere broer van Johann Sebastian Bach, Johann Christoph.
Als oudste van drie broers bezocht hij van 1681 tot 1684 het Ratsgymnasium te Erfurt en werd aansluitend organist van de Reglerkirche en later van de Kaufmannskirche. In beide gevallen was hij er ook leraar aan de daarbij behorende scholen. 
In 1687 trouwde hij met Martha Lämmerhirt, dochter van de ziekenhuispastoor Hieronymus Lämmerhirt, een verre verwant van J.S. Bachs moeder. Zij kregen tien kinderen. Twee van zijn zonen, Johann Laurentius en Johann Samuel werden zelf later organist. Na het vertrek van Pachelbel uit Erfurt om in Stuttgart in dienst te treden van hertogin Margarethe Sybilla werd het prestigieuze ambt van organist van de Predigerkirche toegewezen aan Nicolaus Vetter. Toen deze kort daarna werd benoemd als hoforganist in Rudolstadt werd Buttstett op 19 juli 1691 zijn opvolger. Hij bekleedde deze post 36 jaar lang tot zijn dood in 1727.
In 1713 publiceerde hij Musicalische Clavier-Kunst und Vorraths-Kammer waarin hij claimde meer dan duizend werken voor klavierinstrumenten in manuscript beschikbaar te hebben, zoals fantasiën, fuga’s, ricercares, capriccio’s en preludes. 
Met zijn publicatie Ut, mi, sol, re, fa, la, tota musica et harmonia aeterna ageerde Buttstett, die de muzikale traditie uit het verleden verdedigde, tegen een werk van Johann Mattheson, Das neueröffnete Orchestre, waarin deze koos voor de nieuwe galante stijl.
- Bibliothèque nationale de France: cb148271892 (data)
- CiNii: DA11479984
- Gemeinsame Normdatei: 118665618
- International Standard Name Identifier: 0000 0001 1945 9004
- Library of Congress Control Number: nr93024877
- Nationale Bibliotheek van Letland: 000051017
- MusicBrainz: 029c6be0-3e5b-4651-bae9-d313666452d6
- Nationale Bibliotheek van Tsjechië: xx0166202
- Nederlandse Thesaurus van Auteursnamen: 068887345
- LIBRIS: 344382
- SNAC: w6qj7t81
- Virtual International Authority File: 277313
- WorldCat: E39PBJbCMVJ9bT7q44THhqY9Dq